# Caringbah
Caringbah ist ein Vorort im Süden von Sydney, im Bundesstaat New South Wales, Australien.

## Geografie
Caringbah liegt 24 Kilometer südlich des zentralen Geschäftsbezirks von Sydney im lokalen Regierungsbezirk Sutherland Shire.
Caringbah erstreckte sich einst von der Woolooware Bay am Georges River bis zur Yowie Bay und Burraneer Bay an der Port-Hacking-Mündung. Eine Reihe von Caringbah-Orten wurden zu separaten Vororten erklärt, teilen sich aber immer noch die Postleitzahl 2229. Zu diesen Vororten gehören Taren Point im Norden am Georges River und Port Hacking, Lilli Pilli, Dolans Bay und Caringbah South, die im Süden am Port Hacking River liegen.

## Geschichte
Caringbah ist ein Aborigines-Wort aus der Kumbainggar-Sprache und bedeutet Pademelon-Wallaby. Der Vorort wurde ursprünglich Highfield genannt, jedoch ist unklar, ob dies eine Lagebeschreibung war oder ob er nach einem frühen Bewohner benannt wurde. Caringbah wurde ab 1911 verwendet, nachdem die Dampfbahnen zwischen Cronulla und Sutherland in Betrieb genommen wurden.
Thomas Holt (1811–1888) besaß in den 1860er Jahren den größten Teil des Landes, das sich von Sutherland bis Cronulla erstreckte. Die Gegend um Miranda und Caringbah wurde ab den 1880er Jahren hauptsächlich für den Gemüseanbau genutzt. Caringbah wurde bis nach dem Zweiten Weltkrieg weiterhin für Obstplantagen und Landwirtschaft verwendet. Die Bahnlinie nach Cronulla wurde 1939 eröffnet.

## Söhne und Töchter des Ortes
- Blake Mott (* 1996), Tennisspieler
- Chloe Covell (* 2010), Skateboarderin